# Edgard Zunz
Edgard Zunz (Charleroi, 9 november 1874 – Brussel, 11 juni 1939) was een Belgisch arts en hoogleraar farmacologie aan de Université libre de Bruxelles.

## Levensloop
Na zijn studies voor arts aan de Université libre de Bruxelles (ULB) deed hij verdere studies aan niet-Belgische universiteiten. Zo bekwaamde hij zich in organische scheikunde (Universiteit van Heidelberg), biochemie (Universiteit van Straatsburg) en fysiologie (Universiteit van Bern) in de jaren 1897-1900. Vanaf 1900 werd hij assistent farmacologie aan de ULB en in 1901 doctoreerde hij met een proefschirfit over de vertering van eiwitten in de maag. Vanaf 1909 werd hij lector in de toxicologie en vanaf 1913 docent in de farmacopee, in opvolging van professor Victor Jacques. Tijdens de Eerste Wereldoorlog verzorgde hij soldaten achter het IJzerfront, die slachtoffer waren van gasaanvallen.
Na de oorlog (1919) werd hij benoemd tot hoogleraar farmacodynamie en farmacotherapie aan de ULB, wat hij bleef tot zijn dood in 1939. In zijn academische carrière legde hij zich toe op eiwitvertering, insulinesecretie, adrenalinesecretie, effecten van opium en van ergotalkaloïden. In 1933 ontving hij de Prix Meige van het Institut de France, alsook het eredoctoraat van de universiteit van Montpellier.

## Publicaties
Er zijn een 20-tal publicaties van hem bekend in tijdschriften. Daarnaast publiceerde hij 2 handboeken: Eléments de pharmacodynamie générale (1930, Parijs) en Eléments de pharmacodynamie spéciale; etude de l’action des divers médicaments (1932, Parijs).
- Bibliothèque nationale de France: cb10598162n (data)
- CiNii: DA14495080
- Gemeinsame Normdatei: 1339641062
- International Standard Name Identifier: 0000 0003 5667 9086
- Nederlandse Thesaurus van Auteursnamen: 265524776
- Système universitaire de documentation: 122201183
- Virtual International Authority File: 191865846
- WorldCat: E39PBJqqyTcPqgYQKfpfxKYgKd